# 石峯寺 (神戶市)

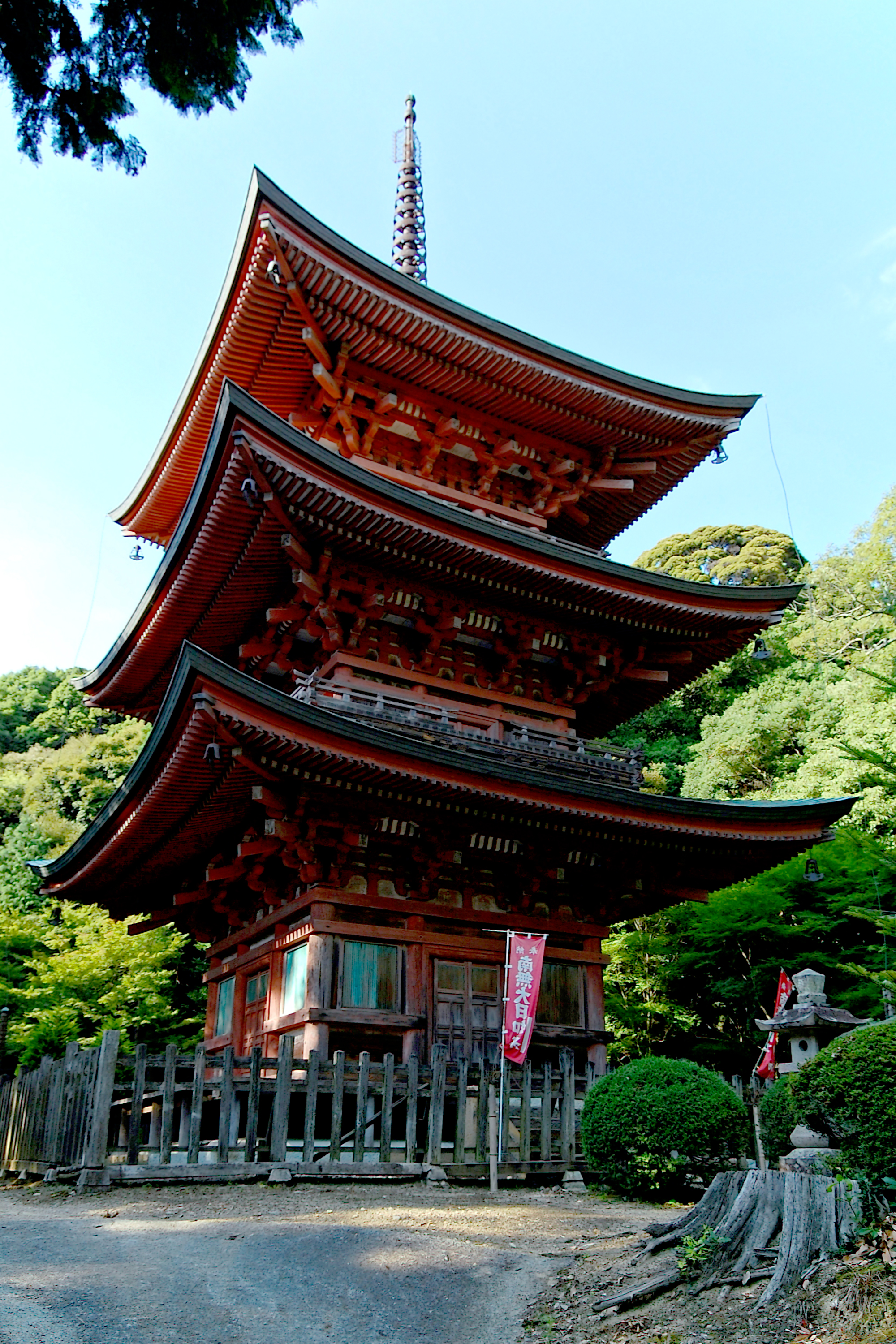
三重塔（重要文化財）

石峯寺（日语：しゃくぶじ）是位於兵庫縣神戶市北區的真言宗佛寺，山號是岩嶺山（日语：がんれいさん）。

## 歴史
根據寺傳在651年（白雉2年），因為孝德天皇的勅願，由法道所開山建立，以被稱為延命地藏的地藏菩薩為祭祀的本尊。在747年（天平19年），行基建立了藥師堂。傳說在823年（弘仁14年），則因嵯峨天皇的勅願建立了三重塔。

## 寺院配置
- 藥師堂（重要文化財）[1]，建於室町时代，桁行為五開間，梁間為五開間，屋頂為歇山頂。
- 三重塔（重要文化財）[2]，建於室町時代，銅板葺屋頂，高為24.41m。
- 本堂
- 仁王門
- 鐘樓
- 鼓樓

佛寺在1974年，以「石峯寺和其周邊」和十輪院、竹林寺等等被指定為文化環境保存區域，在1997年被選為「新・神戶花之名所50選」其中之一。

## 周邊景點
- 十輪院
  - 十輪院庭園
- 竹林寺
- 光山寺跡
作為石峯寺的末寺所創建，在羽柴秀吉進攻三木城時燒毀。
- 石峯寺城跡
- 有馬皇家高爾夫俱樂部

## 交通方式
- JR福知山線・神戶電鐵、三田車站下車，轉搭神姬巴士約30分，在「野瀬」站下車後徒歩抵達
- 中國自動車道西宮北交流道向西約10公里

## 外部連結
- 神戶十三佛靈場會 （页面存档备份，存于）
- 石峯寺境内出土遺物 文化遺産online（2017年12月4日閲覧）
- 神戸市：石峯寺薬師堂（2017年12月4日閲覧）
- 神戸市：石峯寺三重塔（2017年12月4日閲覧）